# Jean Allemane
Pour les articles homonymes, voir Allemane.
Jean Allemane, né le 25 août 1843 à Sauveterre-de-Comminges (Haute-Garonne) et mort le 6 juin 1935 à Herblay (Seine-et-Oise), est un typographe, journaliste, syndicaliste et homme politique socialiste français.
Ouvrier typographe et syndicaliste sous le Second Empire, il participe à la Commune de Paris avant d'être envoyé au bagne de Nouvelle-Calédonie. De retour en France, il fonde le Parti ouvrier socialiste révolutionnaire (POSR) qui représente le courant dit « allemaniste » du socialisme français, et devient par la suite un important dirigeant socialiste de la SFIO aux côtés de Jean Jaurès, Jules Guesde et Édouard Vaillant. Il se rallie à l'Union sacrée durant la Première Guerre mondiale.

## Biographie

### Syndicalisme sous le Second Empire et Commune de Paris
Originaire de Haute-Garonne, Jean Allemane vient à Paris en 1853 avec ses parents, qui y ouvrent un commerce de vins. Embauché dans une imprimerie, il est emprisonné dès 1862, à 19 ans, pour avoir pris part à la première grève des ouvriers typographes de la capitale, ce mode d'action étant alors illégal. Ce combat marque le réveil du mouvement ouvrier sous le Second Empire. Peu après, Allemane devient un des organisateurs de la chambre syndicale des typographes parisiens.
Caporal de la Garde nationale parisienne en 1870, il participe, dès le début des évènements à la Commune de Paris durant laquelle, officier fédéré, il combat notamment au Quartier latin, du 18 mars jusqu'à la Semaine sanglante. Caché à Belleville mais rapidement dénoncé et arrêté, Allemane est condamné en 1872 aux travaux forcés à perpétuité pour être ensuite déporté au bagne de Nouvelle-Calédonie.
Il y subit des conditions de détention particulièrement difficiles, surtout après l'échec d’une tentative d'évasion en 1876 et, plus encore, du fait de ses positions tranchées. Ainsi, en 1878, il refuse — ce que ne feront pas tous les communards emprisonnés avec lui — de participer à la répression armée contre les insurgés canaques. Pour autant, comme tous ses compagnons, il est amnistié en 1880, ce qui lui permet de rentrer en métropole. Débarqué à Brest le 4 avril 1880, il arrive le lendemain par le train à Paris.

### De retour en France: le militant socialiste
Brièvement typographe dans l'imprimerie de L'Intransigeant, journal fondé en 1880 par Henri Rochefort, qui y engage nombre d'anciens déportés, Allemane adhère ensuite au Parti ouvrier français, fondé la même année par Jules Guesde. Comme beaucoup de militants, il épouse ensuite par ses choix l'émiettement du mouvement ouvrier français en émergence. Il suit ainsi, avec Jean-Baptiste Clément, les « Possibilistes » de Paul Brousse lors du congrès de Saint-Étienne qui voit la rupture avec les guesdistes d’obédience marxiste.
À cet instant, Allemane incarne la lutte active contre le boulangisme (1886–1889), stratégie qui le rapproche du parti républicain alors au pouvoir, notamment dans la direction du journal qu'il fonde alors, Le Parti ouvrier.
En 1890, lors du congrès de Châtellerault, Allemane, exclu du parti avec ses partisans, part fonder son propre mouvement, le Parti ouvrier socialiste révolutionnaire (POSR) qui préconise la grève générale comme moyen d'action révolutionnaire. Sur le plan syndical sinon politique, les « allemanistes » sont proches des anarchistes (antiparlementaristes, ils sont partisans de la grève générale et adeptes de l'action directe) mais dans les faits restent marqués par la recherche de l'unité du socialisme et un pragmatisme qui les pousse à accepter le jeu électoral « bourgeois » qui leur permet de représenter avantageusement les prolétaires.
En 1895, il participe à Limoges au congrès constitutif de la Confédération générale du travail (CGT).
En dépit de la méfiance de ses militants envers le carriérisme des parlementaires, le parti ouvrier envoie déjà des députés à l'Assemblée. Ces élus « allemanistes » sont soumis, non sans difficultés, à un contrôle très strict du parti. Jean Allemane, dreyfusard déclaré, sera ainsi député de 1901 à 1902, puis encore de 1906 à 1910, pour le XIe arrondissement de Paris. Lors de ce deuxième mandat, il représente la Section française de l'Internationale ouvrière (SFIO), dans laquelle s'est fondu le Parti ouvrier socialiste révolutionnaire en 1905.
Par ailleurs, Allemane reste attaché à sa profession, y compris lorsqu’il est élu à la Chambre. Fondateur d'une imprimerie socialiste, « la Productrice », il la transforme rapidement en coopérative ouvrière. Au sein de la SFIO, il aura un rôle effacé, sauf dans les années qui précèdent la guerre, où il mène une opposition fractionnelle, marquée par l'action syndicale et l’antimilitarisme.
Il publie, en 1906, ses Mémoires d’un communard qui sont moins une reconstitution historique — il y égratigne à peu près tous les leaders de la Commune et décrit plus le bagne que les évènements parisiens — qu’un discours militant mis au service de ses convictions politiques du moment.
Il rompt avec son parti en 1914 pour cofonder le Parti ouvrier (PO).

### Durant la Première guerre Mondiale

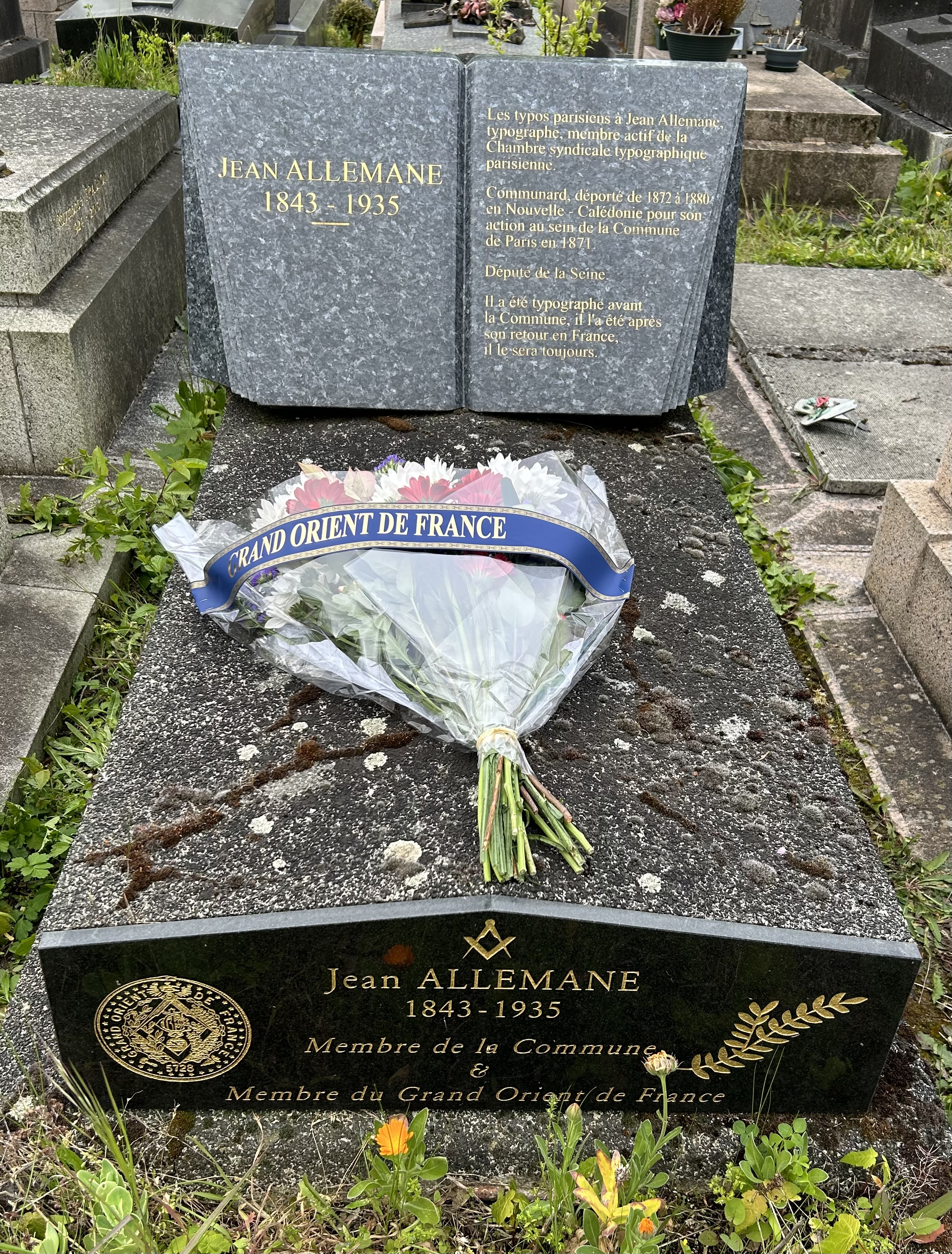
Tombe restaurée de Jean Allemane, avec une gerbe déposée par le Grand Orient de France.

Pour autant, comme beaucoup, au début du conflit mondial, en août 1914, il approuve la participation des partis ouvriers à la défense nationale.
À l'issue de la guerre, Allemane, après le congrès de Tours, suit la majorité communiste, dont la radicalité lui plaît, sans pour autant devenir membre de la nouvelle Section française de l'Internationale communiste.
Franc-maçon actif, Jean Allemane fut initié à la loge Les Rénovateurs de Clichy, loge du Grand Orient de France dont fut membre également Jean-Baptiste Clément, auteur de la chanson Le Temps des cerises.
Un des derniers survivants de la Commune, Allemane meurt en 1935 à Herblay en Seine-et-Oise. Il est inhumé au cimetière du Père-Lachaise (89e division).
Un neveu, Gaston Allemane (1903–1989) sera député SFIO lors du Front populaire.

## Pensée politique
Personnage singulier, dans l'ombre de Jean Jaurès et de Jules Guesde, sans jamais atteindre la renommée et l'influence de ces deux leaders qui furent souvent ses rivaux, Jean Allemane incarne un mouvement syndical et politique original, non marxiste, qui a joué un rôle dans la genèse du mouvement socialiste français. Souvent critique, peu apte à la soumission, libre-penseur absolu, ce dirigeant ouvrier fut un authentique plébéien.
Défendant avec ardeur la prise du pouvoir comme un but en soi, son mouvement en envisageait la mise en œuvre par tous les moyens possibles. L'originalité de cette position en fait à la fois sa richesse et sa faiblesse. Ne refusant pas la coopération avec les partis bourgeois, voire la participation au gouvernement pour faire avancer leurs idées ou — ainsi l'affaire boulangiste — conforter la République, les allemanistes prônaient tout autant l’action directe et en premier lieu une grève générale, proprement révolutionnaire, qui ne vit jamais le jour en France en dépit de leurs efforts[réf. nécessaire].

## Publication
- Mémoires d'un communard : des barricades au bagne, Librairie socialiste J. Allemane, 1906[11].Réédition en 1981, Paris, Éditions Maspero, puis en 2001, Paris, La Découverte.

## Hommages
De nombreuses villes ont rendu hommage à Jean Allemane en donnant son nom à l'une de leurs voies ou places ou squares, par exemple : Argenteuil, Bezons, Champigny-sur-Marne, Châtenay-Malabry, Herblay, Houilles, Nanterre, Paris (le square Jean-Allemane), Rosny-sous-Bois, Saint-Étienne, Savigny-sur-Orge et Villetaneuse.
Le 1er mai 2017 un hommage spécial fut rendu au cimetière du Père Lachaise à Paris par le Grand Orient de France et d'autres loges maçonniques pour honorer diverses personnalités dont Jean Allemane.